# Pella, Novara
Pella là một đô thị ở tỉnh Novara ở vùng Piedmont của Ý, tọa lạc cách 100 km về phía đông bắc của Torino và khoảng 45 km về phía tây bắc của Novara. Tại thời điểm ngày 31 tháng 12 năm 2004, đô thị này có dân số 1.159 người và diện tích là 8,1 km².
Pella giáp các đô thị: Cesara, Madonna del Sasso, Nonio, Orta San Giulio, Pettenasco, và San Maurizio d'Opaglio.